# Westfield (Massachusetts)
Westfield é uma cidade localizada no condado de Hampden no estado estadounidense de Massachusetts. No Censo de 2010 tinha uma população de 41.094 habitantes e uma densidade populacional de 334,85 pessoas por km².

## Geografia
Westfield encontra-se localizada nas coordenadas 42° 08′ 20″ N, 72° 45′ 21″ O. Segundo a Departamento do Censo dos Estados Unidos, Westfield tem uma superfície total de 122.72 km², da qual 119.97 km² correspondem a terra firme e (2.24%) 2.75 km² é água.

## Demografia
Segundo o censo de 2010, tinha 41.094 pessoas residindo em Westfield. A densidade populacional era de 334,85 hab./km². Dos 41.094 habitantes, Westfield estava composto pelo 92.77% brancos, o 1.61% eram afroamericanos, o 0.25% eram amerindios, o 1.3% eram asiáticos, o 0.02% eram insulares do Pacífico, o 2.21% eram de outras raças e o 1.83% pertenciam a duas ou mais raças. Do total da população o 7.54% eram hispanos ou latinos de qualquer raça.